# Crassispira rhythmica
Crassispira rhythmica is een slakkensoort uit de familie van de Pseudomelatomidae. De wetenschappelijke naam van de soort is voor het eerst geldig gepubliceerd in 1927 door Melvill.